# Neoromicia tenuipinnis
Neoromicia tenuipinnis är en fladdermusart som först beskrevs av Peters 1872.  Neoromicia tenuipinnis ingår i släktet Neoromicia och familjen läderlappar.
Inga underarter finns listade i Catalogue of Life. Wilson & Reeder (2005) skiljer mellan två underarter.
- Neoromicia tenuipinnis tenuipinnis
- Neoromicia tenuipinnis ater

## Utseende
Denna fladdermus blir med svans 62 till 82 mm lång, själva svansen är 28 till 34 mm lång och vikten är 3 till 7 g. Neoromicia tenuipinnis har 28 till 33 mm långa underarmar och 10 till 14 mm stora öron. Svansen är nästan helt inbäddad i svansflyghuden. Den mjuka pälsen har på ovansidan en svartbrun färg och undersidan är täckt av krämfärgad till vit päls. Kännetecknande är håren vid strupen och övre bröstet som är svartbruna vid roten och vitaktiga vid spetsen. Djuret har ungefär trekantiga ljusbruna öron. Påfallande är kontrasten mellan den mörka ryggen och de gula till vita vingarna som är genomskinliga. Svansflyghuden har en lite mörkare färg. En annan kontrast förekommer mellan vingarna och de rödaktiga underarmarna och bakbenen. Arten har i underkäken per sida 3 framtänder, en hörntand, 2 premolarer och 3 molarer. I överkäken finns bara 2 framtänder per sida och några exemplar har bara en premolar per sida. Under olika tider avsöndrar hannar en orange vätska från sina körtlar vid ansiktet.

## Utbredning
Arten förekommer i västra och centrala Afrika från Senegal till västra Etiopien och söderut till Kongo-Kinshasa, norra Angola och norra Tanzania. Den lever i låglandet och i bergstrakter upp till 3200 meter över havet. Habitatet varierar mellan torra och fuktiga skogar, savanner och mangrove.

## Ekologi
Individerna vilar ofta under byggnadernas tak eller i mursprickor. Sovplatsen i naturen är troligen trädens håligheter eller under lösa barkskivor. Ofta vilar cirka 20 exemplar tillsammans.
Neoromicia tenuipinnis flyger vanligen 4 till 23 meter över marken under jakten. Den har antagligen små insekter som föda. Arten använder ekolokalisering för att hitta byten. I Uganda hittades dräktiga honor mellan december och februari. Under mars upptäcktes en dräktig hona i Kamerun. Antalet ungar per kull är ett.

## Status
För beståndet är inga hot kända. IUCN listar arten som livskraftig (LC).